# Tista (Busungbiu)
Tista is een bestuurslaag in het regentschap Buleleng van de provincie Bali, Indonesië. Tista telt 3345 inwoners (volkstelling 2010).